# Freedom Call
Freedom Call é um banda de power metal alemã formada em 1998 por Chris Bay e Dan Zimmermann.

## O início
Chris Bay e Dan Zimmermann se conheceram em 1988, nessa época Dan tinha uma banda cover chamada "China White". A banda estava à procura de um novo vocalista, e Chris era perfeito para o China White, para fazer um bom trabalho na cena cover do sul da Alemanha. Desde então, Dan e Chris começaram a tocar juntos em algumas bandas cover (Lanzer, por exemplo) durante alguns anos. Mais tarde cada um acabou seguindo seu caminho, mas finalmente encontraram-se novamente.

### A formação da banda
Os dois viviam querendo ter sua própria banda juntos, até que em janeiro de 1998 seu sonho se tornou realidade: Chris convidou Dan para escreverem algumas músicas juntos e, por fim, acabaram tendo ideia muito promissoras. Então eles começaram a juntar suas ideias e gravá-las. No início de 1998 Dan tinha muito tempo livre, já que o Gamma Ray fez um longo descanso e no verão tocou apenas em alguns festivais.
A combinação entre os dois era muito harmônica e, após algumas semanas, eles acabaram sua demo-tape de 6 músicas. Charlie Bauerfeind - Dan e Chris já o conheciam há alguns anos - foi escolhido para produzir as músicas juntamente com Dan e Chris. Ele escutou a demo e gostou muito das músicas. Eles mostrou a demo para algumas gravadoras e todas respostas foram positivas.
Na mesma época a banda foi completada com Ilker Ersin no baixo e Sascha Gerstner (atualmente no Helloween) nas guitarras. Chris e Dan viram Sascha no começo de 1998 tocando em várias bandas cover no sul da Alemanha. Eles ficaram impressionados com sua técnica precisa e variada e convidaram-no imediatamente para entrar na banda. Ilker era um músico de confiança e muito empenhado. Inclusive Chris tocou com ele na banda Moon?Doc por alguns anos.
No verão de 1998 outras 5 músicas foram acabadas. No outono de 1998 contratos com gravadoras da França, Japão e Alemanha foram assinados e o Freedom Call começou a ensaiar todas músicas. Dia 2 de janeiro, um mês após o Freedom Call ter sido fundado, as gravações do seu primeiro álbum "Stairway To Fairyland" começaram e duraram dois meses e meio.

## Banda formada
Dia 25 de maio a banda tocou pela primeira vez ao vivo, como banda de abertura para o Angra e o Edguy em Gênova, Itália.

### O inicio do sucesso
A turnê pela França foi um grande sucesso e na votação da revista Hard Rock (da França) o Freedom Call ficou em segundo lugar na categoria revelação do ano de 1999. Durante o verão de 1999 a banda tocou sozinha em alguns shows e festivais como o Wacken or Cologne (no Pop Komm, junto com o Savatage). O resto de seu tempo a banda gastou escrevendo novas músicas.
No final de agosto o Freedom Call começou a gravar o mini LP "Taragon", contendo 5 faixas: Uma versão cover de "Dancing with tears in my eyes" da banda Ultravox, novas letras numa nova versão de "Stairway to Fairyland", a faixa bônus japonesa "Kingdom Come" e uma nova versão de "Tears of Taragon", com Biff Byford, vocalista da banda Saxon, narrando o conto de Taragon (Tale of Taragon, encontrado na primeira página do encarte de "Stairway to Fairyland")
Em novembro de 1999 Freedom Call fez 17 shows na Alemanha, Bélgica, Países Baixos, França e Suíça como banda de abertura para o Saxon, durante a turnê "Metalhead". A reação da plateia sobre a atuação do Freedom Call foi muito boa.
Logo após a turnê com o Saxon o Freedom Call preparou-se para entrar no estúdio novamente para gravar o segundo álbum, chamado "Crystal Empire". Dia 17 de dezembro de 1999 as gravações da bateria começaram em Hamburgo. Toda produção durou até metade de setembro de 2000. Houve várias paradas entre as gravações para que a banda pudesse tocar em alguns shows e festivais, como o em Fulda com o Edguy, em Bourges (França) com o Stratovarius e Rhapsody of Fire, em Pratteln (Suécia) com o Saxon, U.D.O., em Bolonha (Itália) com o Gamma Ray e o Labyrinth.
Em outubro de 2000 o Freedom Call foi convidado para ser a banda de abertura de Hammerfall e Virgin Steele em sua turnê chamada "Renegade World Crusade" em 2001, de 10 de janeiro até 28 de fevereiro.
No começo de 2001 o Freedom Call fez 40 shows por toda Europa: Noruega, Suécia, Dinamarca, Alemanha, Bélgica, Holanda, Áustria, Suíça, Itália, Espanha, Hungria, Eslováquia, Polônia e França.

## Membros

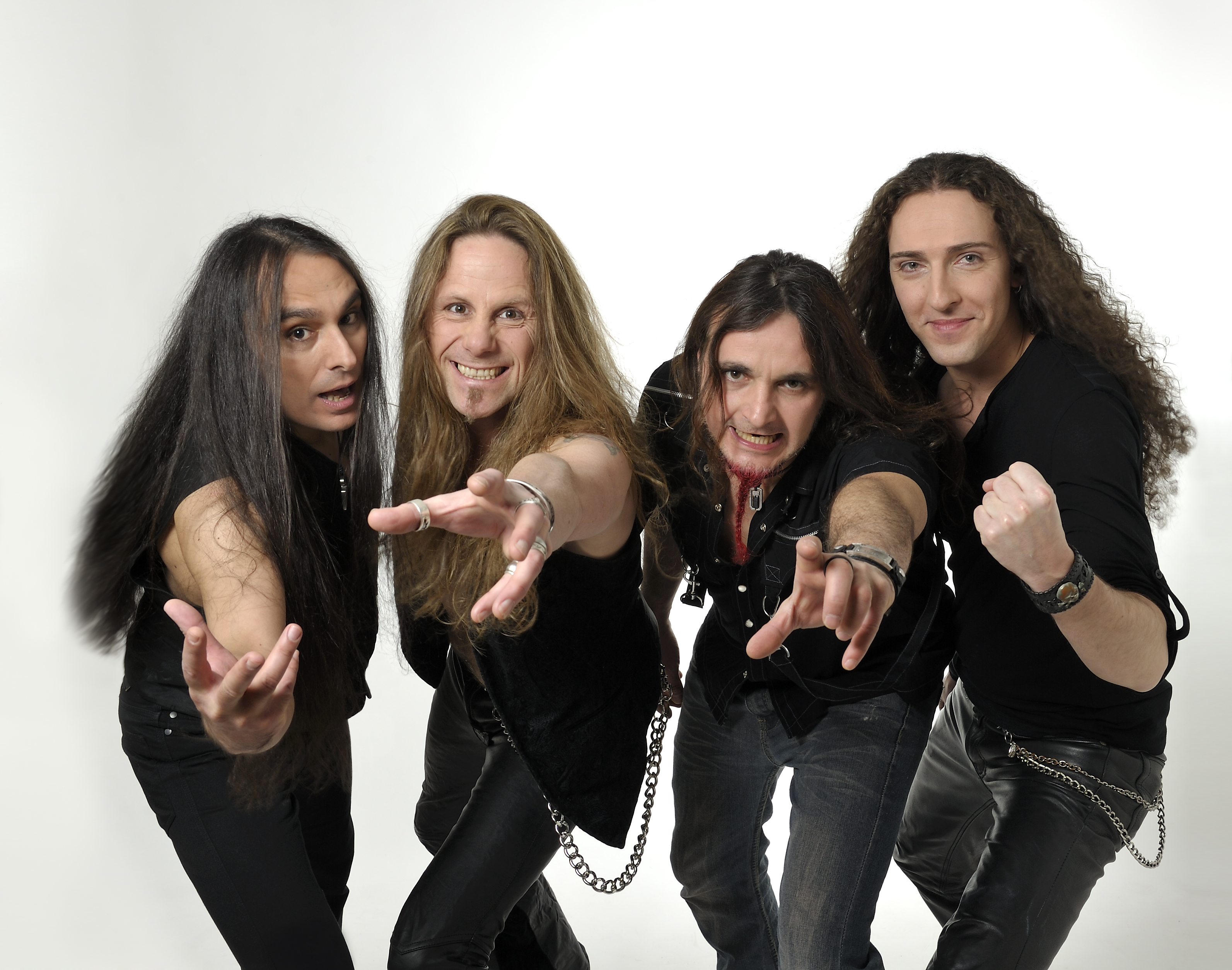
Freedom Call em 2013.

### Atuais
- Chris Bay – vocal e guitarra (1998–presente)
- Lars Rettkowitz – guitarra (2005–presente)
- Francesco Ferraro – baixo (2019–presente)

### Anteriores
- Sascha Gerstner – guitarra (1998–2001)
- Cédric "Cede" Dupont – guitarra (2001–2005)
- Ilker Ersin – baixo (1998–2005, 2013–2018)
- Armin Donderer – baixo (2005–2009)
- Samy Saemann – baixo (2009–2013)
- Dan Zimmermann – bateria (1998–2010)
- Klaus Sperling – bateria (2010–2013)
- Ramy Ali – bateria (2013–2018)
- Timmi Breideband – bateria (2019)
- Nils Neumann – teclado (2004-2005)

## Discografia

### Álbuns de estúdio
- Stairway to Fairyland (1999)
- Crystal Empire (2001)
- Eternity (2002)
- The Circle of Life (2005)
- Dimensions (2007)
- Legend of the Shadowking (2010)
- Land of the Crimson Dawn (2012)
- Beyond (2014)
- Master of light (2016)
- M.E.T.A.L. (2019)

### EP
- Taragon (1999)

### Álbuns ao vivo
- Live Invasion (2004)
- Live in Helvetia (2011)

### Compilações
- Ages Of Light (2013)

### Singles
- Silent Empire (2001)
- Zauber der Nacht (2010)